# Ephedra compacta
Ephedra compacta är en kärlväxtart som beskrevs av Joseph Nelson Rose. Ephedra compacta ingår i släktet efedraväxter, och familjen Ephedraceae. Inga underarter finns listade i Catalogue of Life.